# Temporada 2018-2019 de la UE Figueres
La setena temporada consecutiva a Tercera Divisió de la nova etapa de la Unió Esportiva Figueres va arrencar el 16 de juliol de 2018, amb l'inici de la pretemporada, en la qual se celebrà el Centenari del club. Els mals resultats de la primera volta van situar el club a la zona baixa, prop del descens. Aquest fet va desencadenar la destitució de l'entrenador, Joan Esteve; Xavier Agustí va substituir-lo en el càrrec. Amb 49 punts, finalment, l'equip va quedar classificat en 12a posició, llunys dels llocs de descens, però lluny també dels llocs de promoció a Segona Divisió B.
En el dia del Centenari, el 13 d'abril de 2019, el club rebé la Medalla d'Or de la ciutat per part de l'Ajuntament de Figueres en un acte al Teatre Municipal El Jardí.

## Fets destacats
2018
- 12 d'abril: José Antonio Revilla anuncia que deixarà la presidència del Figueres a finals de temporada després d'11 anys a la junta del club, les 6 últimes com a president.[4]
- 22 de maig: amistós al Municipal de Vilatenim contra el Girona FC de la Primera Divisió, que inicià els actes del Centenari del club. Els gironins van guanyar per 0 gols a 6.[5][6]
- 22 de juny: Joan Esteva agafa el càrrec d'entrenador en substitució d'Aitor Yeto, Damià Abella i Arnau Tarradellas.[7]
- 1 de juliol: Narcís Bardalet assumeix la presidència del club.[8]
- 28 de juliol: el Figueres cau derrotat 0-2 a casa contra la UA Horta en la 1a ronda de la Copa Catalunya.[9]
- 18 d'agost: primera jornada de lliga, en la qual el Figueres perd per 3-1 al camp de la UA Horta.[10]

2019
- 18 de febrer: el club destitueix l'entrenador Joan Esteve, i Xavi Agustí el substitueix en el càrrec.[11]
- 13 d'abril: En el dia del Centenari, el club rep la Medalla d'Or de la ciutat per part de l'Ajuntament de Figueres en un acte al Teatre Municipal El Jardí.[3]
- 19 de maig: última jornada de lliga, en la qual el Figueres derrota per 0 gols a 1 la UE Sant Andreu al Narcís Sala.[12] L'equip acaba 12è classificat[2] i continua una temporada més a Tercera Divisió.

## Plantilla
| Núm. | Pos. |             | Jugador                                | Procedència             | Temporada |
| ---- | ---- | ----------- | -------------------------------------- | ----------------------- | --------- |
|      | POR  | Catalunya   | David Aroca Cuatrecasas (Aroca)        | AEC Manlleu             | 2017-2018 |
|      | POR  | Catalunya   | Àlex Campos Llambrich (Campos)         | Palamós CF              | 2018-2019 |
|      | DEF  | Catalunya   | Sergi Romero Moreno (Romero)           | CF Peralada             | 2015-2016 |
|      | DEF  | Catalunya   | Albert Canal Bartrina (Canal)          | AEC Manlleu             | 2017-2018 |
|      | DEF  | Catalunya   | Carles Puig Casanovas (Puig)           | Girona FC juvenil       | 2017-2018 |
|      | DEF  | Catalunya   | Jordi Hostench Casanova (Hostench)     | CE L'Hospitalet         | 2017-2018 |
|      | DEF  | Catalunya   | Dan Coll Autet (Coll)                  | AEC Manlleu             | 2018-2019 |
|      | DEF  | Catalunya   | Eduard Subirana Rabell (Subirana)      | Palamós CF              | 2018-2019 |
|      | DEF  | Catalunya   | Pol Tarrenchs Casanovas (Tarrenchs)    | Palamós CF              | 2018-2019 |
|      | MIG  | Catalunya   | Ricard Mercader Frigola (Mercader)     | Palamós CF              | 2014-2015 |
|      | MIG  | Catalunya   | Pere Espuña Sánchez (Espuña)           | UE Llagostera B         | 2017-2018 |
|      | MIG  | Catalunya   | Èric Torres Rodríguez (Torres)         | Girona FC juvenil       | 2017-2018 |
|      | MIG  | Senegal     | Bora Manel Barry Baldé (Barry)         | Palamós CF              | 2018-2019 |
|      | MIG  | Catalunya   | Marc Gelmà Castillo (Gelmà)            | Palamós CF              | 2018-2019 |
|      | MIG  | Catalunya   | Carles Tena Parra (Tena)               | CE Europa               | 2018-2019 |
|      | MIG  | Catalunya   | Èric Vilanova Gifra (Vilanova)         | CF La Pobla de Mafumet  | 2018-2019 |
|      | DAV  | Catalunya   | Joan Pons Barrera (Pons)               | UE La Jonquera          | 2017-2018 |
|      | DAV  | Catalunya   | Èric Pimentel López (Pimentel)         | Girona FC B             | 2017-2018 |
|      | DAV  | Andalusia   | Álvaro Fernández Domínguez (Fernández) | EC Granollers           | 2018-2019 |
|      | DAV  | Extremadura | Iván Murillo Martínez (Murillo)        | CD Manchego Ciudad Real | 2018-2019 |
|      | DAV  | Catalunya   | Xavier Ferrón Palau (Ferrón)           | Girona FC C             | 2018-2019 |
|      | DAV  | Veneçuela   | Sergio Álvarez Castellano (Álvarez)    | ASD Acireale            | 2018-2019 |

Llegenda:  ·   Capità  ·   Juvenil  ·   Lesionat  ·   Altes  ·   Passaport europeu  ·   Extracomunitari  ·   Extracomunitari sense restricció
Altres jugadors utilitzats en partits amistosos: Aleix Caball Canet (juvenil), Marc Colomer Pujol (juvenil), Miquel Gelis Serrat (juvenil), Ivan Medinilla Gómez (juvenil), Bruno Müller (juvenil), Adrià Serra Casulleras (juvenil), Víctor Valverde da Silva (juvenil), David Owino (Mathare United), Ramon Marimón Aldavert (FC Mulhouse), Gerard Artigas Fonullet (sense equip), David Bigas Vargas (sense equip)
| Baixes                      | Destinació                         |
| Ferran Grau Suñé            | CE Besalú                          |
| Daniel Gómez López          | SFC Minerva                        |
| Josep Maria Chavarría Pérez | UE Olot                            |
| Antoni Cunill Pérez         | UE Llagostera                      |
| Miquel Molist Solvas        | UE Llagostera                      |
| Gil Muntadas Camprubí       | UE Llagostera                      |
| Martí Bartrina Busquets     | CD Banyoles                        |
| Marc Bonaventura Vallmajor  | CD Banyoles                        |
| Xavier Ferrón Palau         | Girona FC C repescat mercat hivern |
| Aleix Feixas Fàbrega        | Girona FC C                        |
| Aleix Díaz Pujadas          | UE Marca de l'Ham                  |
| Ot Bofill Cabanas           | AEC Manlleu                        |
| David Payan Castillo        | UE Tona                            |
| Joel Vilalta Vega           | UE Llagostera B                    |

## Resultats
| Amistosos |

| 21 juliol 2018 | Palamós CF     | 1 – 0                      | UE Figueres | Palamós                                                 |  |
| 20:00          | Pepu Soler 11' | Mundo Deportivo L'Esportiu |             | Nou Estadi de Palamós · 300 espectadors · Berjaga Ruz · |  |

| 25 juliol 2018 | UE Figueres    | 1 – 2                      | UE Olot                           | Figueres                                                       |  |
| 20:30          | Marc Gelmà 58' | Mundo Deportivo L'Esportiu | 5' Pedro del Campo · 14' Marc Mas | Municipal de Vilatenim · ? espectadors · Rubén Mancera Antón · |  |

| 1 agost 2018 | UE Marca de l'Ham | 0 – 0                      | UE Figueres                      | Figueres                                                         |  |
| 20:00        |                   | L'Esportiu Mundo Deportivo | 2' Iván Murillo · 46' Bora Barry | Estadi Albert Gurt · 150 espectadors · Rubén Rodríguez Ventura · |  |

| 4 agost 2018 | UE Tona          | 1 – 3                      | UE Figueres                                              | Tona                                                                  |  |
| 18:30        | Nil Salarich 14' | L'Esportiu Mundo Deportivo | 41' Dan Coll · 52' Sergi Romero · 76' (p.) Èric Pimentel | Camp de futbol municipal · ? espectadors · Sergi Serradelarca Serra · |  |

| 9 agost 2018                                         | UE Olot        | 1 – 0                      | UE Figueres | Banyoles                                                     |  |
| 20:00 [Partit de 45 minuts] XLIX Torneig de l'Estany | Marc Pagès 27' | L'Esportiu Mundo Deportivo |             | Estadi Miquel Coromina · 400 espectadors · Sergi Bas Muñoz · |  |

| 9 agost 2018                                         | CE Banyoles | 0 – 0                      | UE Figueres | Banyoles                                                     |  |
| 21:00 [Partit de 45 minuts] XLIX Torneig de l'Estany |             | L'Esportiu Mundo Deportivo |             | Estadi Miquel Coromina · 400 espectadors · Pol Arenas Mora · |  |

| 11 agost 2018                            | UE Figueres         | 1 – 2                     | FC Barcelona B                           | Figueres                                                                  |  |
| 20:00 Amistós de presentació a Vilatenim | Ricard Mercader 39' | L'Espotiu Mundo Deportivo | 50' Mohamed Ezzarfani · 87' Álex Collado | Municipal de Vilatenim · 1.000 espectadors · Alejandro Carrillo Vílchez · |  |

| Copa Catalunya |

| 28 juliol 2018 | UE Figueres | 0 – 2                               | UA Horta                        | Figueres                                                                                             |  |
| 20:30 1a ronda |             | Mundo Deportivo L'Esportiu Acta FCF | 25' Marc Río · 63' Ferran Tacón | Municipal de Vilatenim · ? espectadors · Brian Díaz Díaz · Abdelaziz Ajdir Lenti · Marc Pujol Prat · |  |

| Tercera Divisió-Grup 5 |

| 18 agost 2018   | UA Horta                      | 3 – 1                               | UE Figueres | Barcelona |  |
| 20:00 Jornada 1 | Gilbert 86' 89' · Morales 88' | Mundo Deportivo L'Esportiu Acta FCF | 79' Puig    | Municipal d'Horta Feliu i Codina · 350 espectadors · Josep Ollé Lladó · Nil Jara Marzo · Marcos Perea Muriel · |  |

| 26 agost 2018   | UE Figueres | 0 – 0                               | CE Europa | Figueres |  |
| 18:00 Jornada 2 |             | Mundo Deportivo L'Esportiu Acta FCF |           | Municipal de Vilatenim · 300 espectadors · Jaume Gibert González · Ylenia Sánchez Miguel · Sergi Pujol López · |  |

| 2 setembre 2018 | FC Martinenc | 1 – 4                               | UE Figueres                              | Barcelona |  |
| 18:00 Jornada 3 | López 55'    | Mundo Deportivo L'Esportiu Acta FCF | 46' 57' Vilanova · 62' Tena · 66' Romero | Estadi del Guinardó · 100 espectadors · Víctor Manuel Sánchez Rico · Germán Carrasco Baca · Javier Fernández Ruiz · |  |

| 8 setembre 2018 | UE Figueres | 0 – 0                               | UE Castelldefels | Figueres |  |
| 20:15 Jornada 4 |             | Mundo Deportivo L'Esportiu Acta FCF |                  | Municipal de Vilatenim · 250 espectadors · Jonathan Miguel Teruel · Guillem Parera Gaspar · Ruben Serra Sanz · |  |

| 11 setembre 2018 | UE Figueres | 0 – 1                               | AE Prat    | Figueres |  |
| 18:00 Jornada 5  |             | Mundo Deportivo L'Esportiu Acta FCF | 76' Moreno | Municipal de Vilatenim · 400 espectadors · Marcos Fernández Quintero · Daniel Luque Ortuño · Marcos Molina Martínez · |  |

| 16 setembre 2018 | CP San Cristóbal | 1 – 0                               | UE Figueres | Terrassa |  |
| 12:00 Jornada 6  | Alarcón 58'      | Mundo Deportivo L'Esportiu Acta FCF |             | Municipal de Ca N'Anglada · 300 espectadors · Edwar M. Gonzales Moreno · Sergio García Cobos · Marc Segarra Nebot · |  |

| 23 setembre 2018 | UE Figueres             | 2 – 0                               | FC Santboià | Figueres |  |
| 16:30 Jornada 7  | Canal 4' · Vilanova 19' | Mundo Deportivo L'Esportiu Acta FCF |             | Municipal de Vilatenim · 350 espectadors · Carlos Albelda Bárcena · José M. Rodríguez Enrique · Joan Llistar Perelló · |  |

| 30 setembre 2018 | CF Reus Deportiu B | 1 – 1                               | UE Figueres | Reus |  |
| 18:00 Jornada 8  | Forgas 23'         | Mundo Deportivo L'Esportiu Acta FCF | 47' Ferrón  | Municipal de Reus · 150 espectadors · Àlex Gómez Meneses · Bernat Pedrol Vozmediano · Artur Argelés Garcia · |  |

| 7 octubre 2018 | Equip1 | Descansa | Equip2 |  |  |
| Jornada 9      |        |          |        |  |  |

| 14 octubre 2018  | Terrassa FC | 0 – 1                               | UE Figueres | Terrassa |  |
| 17:00 Jornada 10 |             | Mundo Deportivo L'Esportiu Acta FCF | 70' Ferrón  | Estadi Olímpic de Terrassa · 500 espectadors · José Antonio Fernández Morillo · Xavier Delgado Mesa · Sergio Sánchez Pin · |  |

| 21 octubre 2018  | UE Figueres | 0 – 1                               | UE Llagostera | Figueres |  |
| 17:00 Jornada 11 |             | Mundo Deportivo L'Esportiu Acta FCF | 30' Crespo    | Municipal de Vilatenim · 800 espectadors · Enric Bureu Méndez · Adrià De la Fuente Domingo · Heaven Núñez Ruiz · |  |

| 27 octubre 2018  | EC Granollers                                 | 3 – 0                               | UE Figueres | Granollers |  |
| 10:00 Jornada 12 | Darbra 46' · Torres 57' (p.) · Villaverde 62' | Mundo Deportivo L'Esportiu Acta FCF |             | Municipal Carrer Girona · 350 espectadors · Joel Luceño Soriano · David Caro Gallardo · Santiago Molina Manzano · |  |

| 1 novembre 2018  | UE Figueres             | 2 – 0                               | FE Grama | Figueres |  |
| 16:30 Jornada 13 | Vilanova 14' · Tena 23' | Mundo Deportivo L'Esportiu Acta FCF |          | Municipal de Vilatenim · 350 espectadors · Brian Diaz Diaz · Pablo De La Iglesia Muñoz · Daniel Galera Serrano · |  |

| 4 novembre 2018  | FC Ascó | 0 – 1                               | UE Figueres  | Ascó |  |
| 12:00 Jornada 14 |         | Mundo Deportivo L'Esportiu Acta FCF | 63' Mercader | Municipal d'Ascó · 150 espectadors · Vicente Alexandre Muñoz Baquero · Jairo Ozaez González · Daniel Ligero García · |  |

| 11 novembre 2018 | UE Figueres | 1 – 1                               | CF Pobla de Mafumet | Figueres |  |
| 16:30 Jornada 15 | Ferrón 44'  | Mundo Deportivo L'Esportiu Acta FCF | 77' Marín           | Municipal de Vilatenim · 800 espectadors · Óscar Carballo Vázquez · Alexandre Justo Miró · Lluís Espallargas Casellas · |  |

| 18 novembre 2018 | UE Sants        | 2 – 1                               | UE Figueres   | Barcelona |  |
| 12:15 Jornada 16 | Navarro 28' 61' | Mundo Deportivo L'Esportiu Acta FCF | 63' Fernández | Camp de futbol de l'Energia · 400 espectadors · Héctor Robas Bondia · Daniel Lucas Gómez · Jesús Martínez Navarro · |  |

| 25 novembre 2018 | UE Figueres | 0 – 3                               | CE L'Hospitalet              | Figueres                                                                                                  |  |
| 16:30 Jornada 17 |             | Mundo Deportivo L'Esportiu Acta FCF | 3' 15' Expósito · 36' Ripoll | Municipal de Vilatenim · 300 espectadors · Xavier Ariño Jiménez · Víctor Orgaz Serran · Marc Pujol Prat · |  |

| 1 desembre 2018  | Santfeliuenc FC                 | 3 – 4                               | UE Figueres                                  | Sant Feliu de Llobregat                                                                                              |  |
| 18:00 Jornada 18 | Reñé 26' · Bello 72' · Romo 83' | Mundo Deportivo L'Esportiu Acta FCF | 41' (p.p.) Ruiz · 44' 56' Canal · 89' Torres | Nou Estadi Municipal de Les Grases · 250 espectadors · Joan Masip Vidal · Xavier Delgado Mesa · Jordi Delgado Mora · |  |

| 5 desembre 2018  | UE Figueres             | 2 – 1                               | FC Vilafranca | Figueres |  |
| 20:30 Jornada 19 | Torres 40' · Espuña 86' | Mundo Deportivo L'Esportiu Acta FCF | 77' Rosillo   | Municipal de Vilatenim · 250 espectadors · José Antonio Fernández Morillo · David Barón Ajenjo · Javier Martín Varas · |  |

| 16 desembre 2018 | Cerdanyola del Vallès FC | 1 – 1                               | UE Figueres | Cerdanyola del Vallès |  |
| 12:00 Jornada 20 | Giménez 30'              | Mundo Deportivo L'Esportiu Acta FCF | 13' Tena    | Municipal de les Fontetes · 100 espectadors · Ainara Andrea Acevedo Dudley · Max Elías van Esso Castellet · Fabio Canavese Pujol · |  |

| 23 desembre 2018 | UE Figueres | 0 – 2                               | UE Sant Andreu           | Figueres |  |
| 12:00 Jornada 21 |             | Mundo Deportivo L'Esportiu Acta FCF | 5' Guerrero · 84' Jutglà | Municipal de Vilatenim · 350 espectadors · Gerard Castellet Julià · Joan Garcia Colomer · Lluc Bargués Busquet · |  |

| 5 gener 2019     | UE Figueres  | 1 – 1                               | UA Horta   | Figueres |  |
| 12:00 Jornada 22 | Hostench 50' | Mundo Deportivo L'Esportiu Acta FCF | 41' Jordan | Municipal de Vilatenim · 300 espectadors · Salvador Morros Monge · Jairo Ozaez González · José Javier Gómez López · |  |

| 13 gener 2019    | CE Europa | 0 – 0                               | UE Figueres | Barcelona                                                                                       |  |
| 17:00 Jornada 23 |           | Mundo Deportivo L'Esportiu Acta FCF |             | Nou Sardenya · 600 espectadors · Josep Ollé Lladó · Àlex López Kassem · Juan José Pérez López · |  |

| 20 gener 2019    | UE Figueres       | 2 – 2                               | FC Martinenc       | Figueres |  |
| 12.00 Jornada 24 | Fernández 67' 74' | Mundo Deportivo L'Esportiu Acta FCF | 37' 39' (p.) Lladó | Municipal de Vilatenim · 300 espectadors · Juan Manuel Martín Varas · Ricard Vidal Clermont · Aleix Blanch Orduña · |  |

| 27 gener 2019    | UE Castelldefels | 1 – 1                               | UE Figueres | Castelldefels |  |
| 12:00 Jornada 25 | Cano 35'         | Mundo Deportivo L'Esportiu Acta FCF | 53' Romero  | Municipal Els Canyars · 250 espectadors · Alejandro Fernández Pérez · Víctor Orgaz Serran · José María Rodríguez Enrique · |  |

| 3 febrer 2019    | AE Prat                                | 3 – 0                               | UE Figueres | El Prat de Llobregat |  |
| 12:00 Jornada 26 | Larrosa 51' · Padilla 55' · Clotet 89' | Mundo Deportivo L'Esportiu Acta FCF |             | Complex Esportiu Municipal Sagnier · 300 espectadors · Pável Fernández García · Gonzalo Romero Freixas · Matilde Esteves-Garcia Biajakue · |  |

| 10 febrer 2019   | UE Figueres | 0 – 1                               | CP San Cristóbal | Figueres |  |
| 12:00 Jornada 27 |             | Mundo Deportivo L'Esportiu Acta FCF | 15' Vilajosana   | Municipal de Vilatenim · 350 espectadors · Carlos Albelda Bárcena · Bernat Pedrol Vozmediano · Xavier Delgado Mesa · |  |

| 17 febrer 2019   | FC Santboià | 1 – 0                               | UE Figueres | Sant Boi de Llobregat |  |
| 12:00 Jornada 28 | Borges 60'  | Mundo Deportivo L'Esportiu Acta FCF |             | Estadi Municipal Joan Baptista Milà · 375 espectadors · Carlos Rodríguez Enrique · Daniel Luque Ortuño · Lluís Espallargas Casellas · |  |

| 24 febrer 2019   | UE Figueres | 0 – 2                               | CF Reus Deportiu B   | Figueres |  |
| 12:00 Jornada 29 |             | Mundo Deportivo L'Esportiu Acta FCF | 24' Fabra · 46' Enri | Municipal de Vilatenim · 300 espectadors · Óscar Carballo Vázquez · José María Rodríguez Enrique · Aleix Berenguer Frutos · |  |

| 3 març 2019 | Equip1 | Descansa | Equip2 |  |  |
| Jornada 30  |        |          |        |  |  |

| 10 març 2019     | UE Figueres | 1 – 1                               | Terrassa FC     | Figueres |  |
| 16:30 Jornada 31 | Barry 22'   | Mundo Deportivo L'Esportiu Acta FCF | 71' (p.) Arranz | Municipal de Vilatenim · 350 espectadors · Alex Gómez Meneses · Daniel Lucas Gómez · Molina Martínez Marcos · |  |

| 16 març 2019     | UE Llagostera                   | 3 – 0                               | UE Figueres | Llagostera |  |
| 16:30 Jornada 32 | Sascha 58' 59' · Comadevall 84' | Mundo Deportivo L'Esportiu Acta FCF |             | Camp Municipal d'Esports · 150 espectadors · Alejandro Carrillo Vílchez · Alexandre Justo Miró · Rubén Serra Sanz · |  |

| 20 març 2019     | UE Figueres | 0 – 1                               | EC Granollers | Figueres |  |
| 20:30 Jornada 33 |             | Mundo Deportivo L'Esportiu Acta FCF | 71' Ruiz      | Municipal de Vilatenim · 200 espectadors · Rafael Rodríguez Díaz · Jesús Gimeno Solans · Albert Manrique Tomàs · |  |

| 24 març 2019     | FE Grama | 0 – 1                               | UE Figueres  | Santa Coloma de Gramenet                                                                               |  |
| 11:45 Jornada 34 |          | Mundo Deportivo L'Esportiu Acta FCF | 77' Mercader | Can Peixauet · 150 espectadors · Rubén Mancera Antón · David Caro Gallardo · Santiago Molina Manzano · |  |

| 31 març 2019     | UE Figueres | 1 – 1                               | FC Ascó   | Figueres |  |
| 16:30 Jornada 35 | Álvarez 89' | Mundo Deportivo L'Esportiu Acta FCF | 80' Maqué | Municipal de Vilatenim · 600 espectadors · Bernat Mas López · Pablo de la Iglesia Muñoz · Pol Toril Bagen · |  |

| 7 abril 2019     | CF Pobla de Mafumet | 0 – 1                               | UE Figueres      | La Pobla de Mafumet |  |
| 12:00 Jornada 36 |                     | Mundo Deportivo L'Esportiu Acta FCF | 88' (p.p.) López | Estadi Municipal de La Pobla de Mafumet · 150 espectadors · Ainara Andrea Acevedo Dudley · Matilde Esteves-García Biajakue · Ylenia Sánchez Miguel · |  |

| 13 abril 2019    | UE Figueres | 1 – 1                               | UE Sants  | Figueres |  |
| 17:00 Jornada 37 | Álvarez 77' | Mundo Deportivo L'Esportiu Acta FCF | 27' López | Municipal de Vilatenim · 400 espectadors · Vicente Alexandre Muñoz Baquero · Víctor Orgaz Serran · Xavier Alins Rodriguez · |  |

| 18 abril 2019    | CE L'Hospitalet | 1 – 2                               | UE Figueres           | L'Hospitalet de Llobregat |  |
| 20:00 Jornada 38 | Rodríguez 83'   | Mundo Deportivo L'Esportiu Acta FCF | 79' Tena · 92' Romero | Estadi Olímpic Municipal de la Feixa Llarga · 250 espectadors · Juan Manuel Martín Varas · Jordi Moreno Caparrós · Carlos Marino Rebenaque Vidal · |  |

| 28 abril 2019    | UE Figueres                     | 2 – 1                               | Santfeliuenc FC | Figueres |  |
| 16:30 Jornada 39 | Mercader 49' (p.) · Álvarez 53' | Mundo Deportivo L'Esportiu Acta FCF | 28' Collado     | Municipal de Vilatenim · 250 espectadors · Bruno Montoro Ferreiro · Max Elías van Esso Castellet · Artur Argelés García · |  |

| 5 maig 2019      | FC Vilafranca          | 2 – 1                               | UE Figueres  | Vilafranca del Penedès |  |
| 12:00 Jornada 40 | Escofet 9' · Sardà 76' | Mundo Deportivo L'Esportiu Acta FCF | 62' Mercader | Municipal d'Esports de Vilafranca · 100 espectadors · Alejandro Fernández Pérez · Pablo de la Iglesia Muñoz · Bernat Pedrol Vozmediano · |  |

| 12 maig 2019     | UE Figueres | 0 – 0                               | Cerdanyola del Vallès FC | Figueres |  |
| 16:30 Jornada 41 |             | Mundo Deportivo L'Esportiu Acta FCF |                          | Municipal de Vilatenim · 200 espectadors · Carlos Rodríguez Enrique · José María Rodríguez Enrique · Xavier Codina Casanovas · |  |

| 19 maig 2019     | UE Sant Andreu | 0 – 1                               | UE Figueres  | Barcelona |  |
| 12:00 Jornada 42 |                | Mundo Deportivo L'Esportiu Acta FCF | 61' Mercader | Municipal Narcís Sala · 500 espectadors · Joel Luceño Soriano · Daniel Lucas Gómez · Jordi Moreno Caparrós · |  |

## Classificació
| Pos. | Equip                    | J  | G  | E  | P  | GF | GC | DG  | pts. |
| --- | ------------------------ | -- | -- | -- | -- | -- | -- | --- | ---- |
| 1r | UE Llagostera            | 40 | 25 | 8  | 7  | 75 | 31 | +44 | 83   |
| 2n | CE L'Hospitalet          | 40 | 24 | 8  | 8  | 71 | 31 | +40 | 80   |
| 3r | UA Horta                 | 40 | 23 | 10 | 7  | 57 | 32 | +25 | 79   |
| 4t | AE Prat                  | 40 | 21 | 12 | 7  | 51 | 22 | +29 | 75   |
| 5è | UE Sant Andreu           | 40 | 20 | 11 | 9  | 65 | 34 | +31 | 71   |
| 6è | CE Europa                | 40 | 17 | 12 | 11 | 53 | 41 | +14 | 63   |
| 7è | CF Reus Deportiu B       | 40 | 17 | 12 | 11 | 58 | 41 | +19 | 63   |
| 8è | Terrassa FC              | 40 | 17 | 12 | 11 | 52 | 45 | +7  | 63   |
| 9è | FC Vilafranca            | 40 | 18 | 8  | 14 | 53 | 42 | +11 | 62   |
| 10è | EC Granollers            | 40 | 16 | 13 | 11 | 54 | 42 | -12 | 61   |
| 11è | Cerdanyola del Vallès FC | 40 | 12 | 14 | 14 | 40 | 46 | -6  | 50   |
| 12è | UE Figueres              | 40 | 12 | 13 | 15 | 36 | 46 | -10 | 49   |
| 13è | Santfeliuenc FC          | 40 | 13 | 10 | 17 | 56 | 58 | -2  | 49   |
| 14è | CF La Pobla de Mafumet   | 40 | 12 | 12 | 16 | 44 | 46 | -2  | 48   |
| 15è | CP San Cristóbal         | 40 | 14 | 6  | 20 | 52 | 70 | -18 | 48   |
| 16è | UE Castelldefels         | 40 | 11 | 10 | 19 | 39 | 56 | -17 | 43   |
| 17è | UE Sants                 | 40 | 12 | 7  | 21 | 37 | 56 | -19 | 43   |
| 18è | FE Grama                 | 40 | 7  | 12 | 21 | 30 | 57 | -27 | 33   |
| 19è | FC Santboià              | 40 | 8  | 7  | 25 | 24 | 66 | -42 | 31   |
| 20è | FC Ascó                  | 40 | 7  | 9  | 24 | 31 | 65 | -34 | 30   |
| 21è | FC Martinenc             | 40 | 4  | 14 | 22 | 34 | 85 | -51 | 26   |
| En groc, els equips que disputaren la fase de promoció a Segona B, i en vermell, els que descendiren a Primera catalana. |                          |    |    |    |    |    |    |     |      |

## Estadístiques individuals

### Golejadors
| Jugador                    | Gols |
| -------------------------- | ---- |
| Ricard Mercader Frigola    | 5    |
| Èric Vilanova Gifra        | 4    |
| Carles Tena Parra          | 4    |
| Sergi Romero Moreno        | 3    |
| Albert Canal Bartrina      | 3    |
| Xavier Ferrón Palau        | 3    |
| Álvaro Fernández Domínguez | 3    |
| Sergio Álvarez Castellano  | 3    |
| Èric Torres Rodríguez      | 2    |
| Carles Puig Casanovas      | 1    |
| Pere Espuña Sánchez        | 1    |
| Jordi Hostench Casanova    | 1    |
| Bora Manel Barry Baldé     | 1    |

Nota: Gols només a la lliga.